# Glossosomatoidea
Super-famille
Les Glossosomatoidea sont une super-famille de la classe des insectes et de l'ordre des trichoptères.

## Liste des familles
Selon BioLib (5 avril 2019) :
- famille Glossosomatidae Wallengren, 1891
- famille Ptilocolepidae A.V. Martynov, 1913